# Бездненське повстання (1861)
Бе́здненське повста́ння 1861 року — один з найбільших масових виступів російського селянства проти селянської реформи 1861. Центром Бездненського повстання було село Бездна Спаського повіту Казанської губернії (тепер село Антоновка Спаського району Татарстану).
Очолював повстання селянин Антон Петров. На початку квітня 1861 повстали селяни 90 сіл (понад 10 тисяч чоловік). Вони відмовились виконувати панщину, підписувати уставні грамоти, почали переобирати старост, забирати поміщицький хліб, рубати ліси, готуватися до переділу поміщицьких земель.
Селянське повстання було жорстоко придушене царським військом. Було вбито 91 і поранено 350 селян, Антона Петрова засуджено до розстрілу. Криваве придушення Бездненського повстання викликало протест передових кіл тодішнього суспільства.